# Lagrange (Territorio de Belfort)
Lagrange es una comuna francesa situada en el departamento del Territorio de Belfort, de la región de Borgoña-Franco Condado.
Los habitantes se llaman Lagrangeois.

## Geografía
Está ubicada a 10 km al noreste de Belfort.

## Demografía
| 86 | 100 | 119 | 128 | 127 | 112 | 106 | 100 | 90 | 97 | 87 | 79 | 88 | 85 | 76 | 74 | 68 | 70 | 62 | 53 | 36 | 47 | 54 | 44 | 44 | 31 | 34 | 34 | 26 | 35 | 56 | 94 | 101 | 98 | 137 |
| Para los censos de 1962 a 1999 la población legal corresponde a la población sin duplicidades (Fuente: INSEE [Consultar]) |     |     |     |     |     |     |     |    |    |    |    |    |    |    |    |    |    |    |    |    |    |    |    |    |    |    |    |    |    |    |    |     |    |     |